# Nhụy lưỡi lá nhỏ
Nhụy lưỡi lá nhỏ hay còn gọi thiệt thư lá nhỏ (danh pháp khoa học: Glossocardia bidens) là một loài thực vật có hoa trong họ Cúc. Loài này được (Retz.) Veldkamp mô tả khoa học đầu tiên năm 1991.